# Distrikt Rwamagana
Der Distrikt Rwamagana (Kinyarwanda Akarere ka Rwamagana) ist einer von sieben Distrikten in der Ostprovinz von Ruanda.

## Geographie

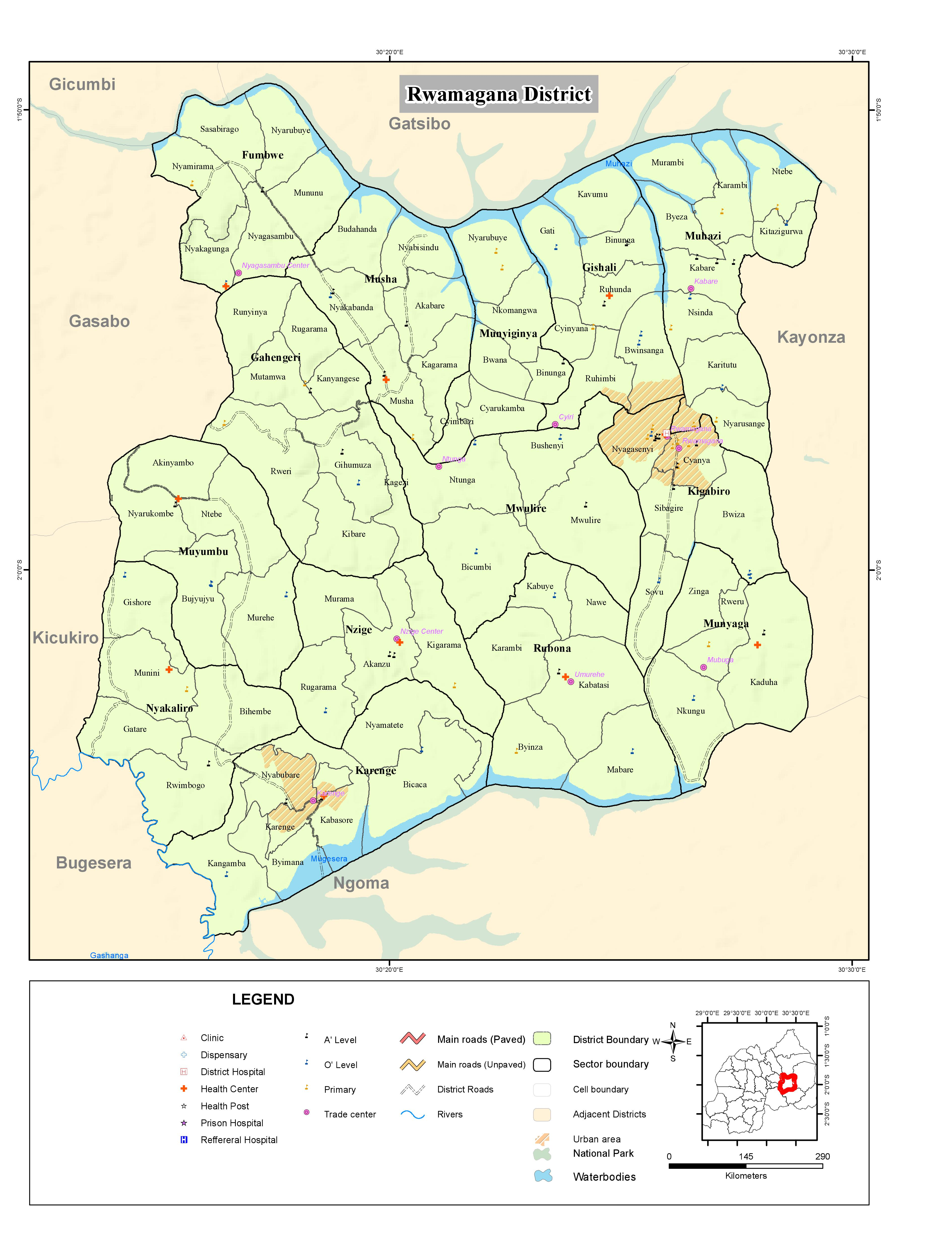
Karte des Distrikts

Der Distrikt hat eine Gesamtfläche von 682 km². Er unterteilt sich in 14 Sektoren, 82 Zellen und 474 Dörfer. Die Sektoren sind Fumbwe, Gahengeri, Gishali, Karenge, Kigabiro, Muhazi, Munyaga, Munyiginya, Musha, Muyumbu, Mwulire, Nyakaliro, Nzige und Rubona. Nachbardistrikte sind im Norden Gatsibo, im Osten Kayonza, im Südosten Ngoma und im Südwesten Bugesera. Im Westen liegt zudem die Hauptstadt Kigali. Im Osten des Distrikts befindet sich die namensgebende Stadt Rwamagana.
Im Norden liegt der Distrikt Rwamagana am Muhazi-Stausee und im Süden am Mugesera-See. Die Südwestgrenze bildet der Fluss Nyabarongo, der von den Nyabarongo-Feuchtgebieten umgeben ist. Diese werden von BirdLife International als etwa 100 km² große Important Bird Area (IBA) gelistet und aufgrund des Bedarfs an Landwirtschaftsflächen als gefährdet eingestuft.

## Politik
Regierungschef ist seit Februar 2016 Radjab Mbonyumuvunyi.

## Bevölkerung

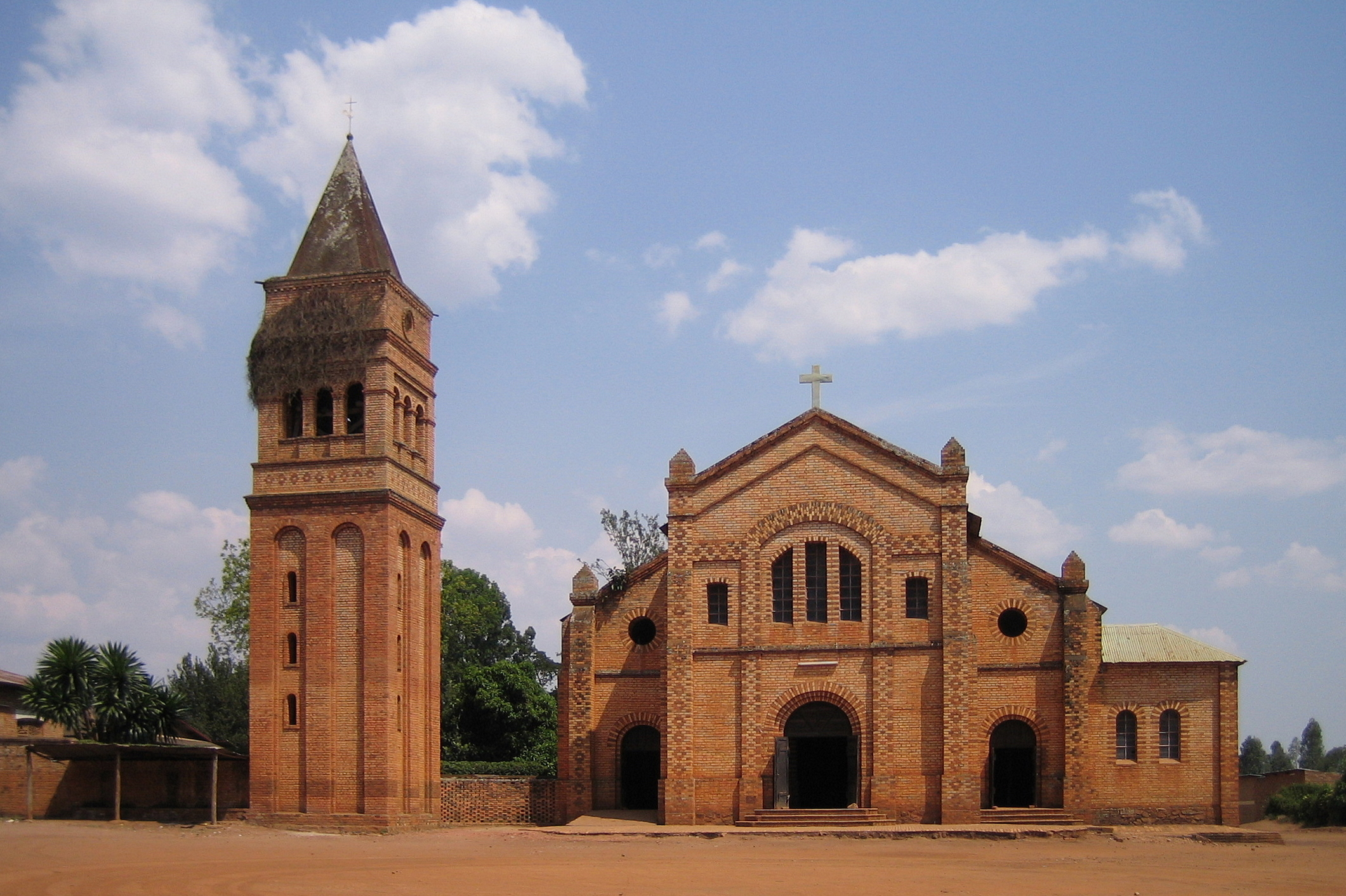
Kirche in Rwamagana

Stand 2022 betrug die Einwohnerzahl 484.953. Der Bevölkerungstrend ist zunehmend.
|          |            | Zellen                                                                            | Fläche [km²] | 2002    | 2012    | 2022    |
| -------- | ---------- | --------------------------------------------------------------------------------- | ------------ | ------- | ------- | ------- |
| Distrikt | Rwamagana  | 82                                                                                | 681,8        | 220.502 | 313.461 | 484.953 |
| Sektor   | Fumbwe     | Mununu, Nyagasambu, Nyakagunga, Nyamirama, Nyarubuye, Sasabirago                  | 43,98        |         | 21.682  | 33.074  |
| Sektor   | Gahengeri  | Gihumuza, Kagezi, Kanyangese, Kibare, Mutamwa, Rugarama, Runyinya, Rweri          | 63,01        |         | 23.517  | 35.732  |
| Sektor   | Gishali    | Binunga, Bwinsanga, Cyinyana, Gati, Kavumu, Ruhimbi, Ruhunda                      | 45,11        |         | 23.033  | 36.692  |
| Sektor   | Karenge    | Bicaca, Byimana, Kabasore, Kangamba, Karenge, Nyabubare, Nyamatete                | 63,37        |         | 22.755  | 28.525  |
| Sektor   | Kigabiro   | Bwiza, Cyanya, Nyagasenyi, Sibagire, Sovu                                         | 37,74        |         | 32.730  | 47.358  |
| Sektor   | Muhazi     | Byeza, Kabare, Karambi, Karitutu, Kitazigurwa, Murambi, Nsinda, Ntebe, Nyarusange | 57,60        |         | 29.505  | 53.482  |
| Sektor   | Munyaga    | Kaduha, Nkungu, Rweru, Zinga                                                      | 41,59        |         | 16.207  | 20.812  |
| Sektor   | Munyiginya | Binunga, Bwana, Cyarukamba, Cyimbazi, Nkomangwa, Nyarubuye                        | 31,99        |         | 16.980  | 24.197  |
| Sektor   | Musha      | Akabare, Budahanda, Kagarama, Musha, Nyabisindu, Nyakabanda                       | 44,83        |         | 21.145  | 27.525  |
| Sektor   | Muyumbu    | Akinyambo, Bujyujyu, Murehe, Ntebe, Nyarukombe                                    | 50,30        |         | 24.242  | 56.881  |
| Sektor   | Mwulire    | Bicumbi, Bushenyi, Mwulire, Ntunga                                                | 55,47        |         | 21.829  | 33.936  |
| Sektor   | Nyakaliro  | Bihembe, Gatare, Gishore, Munini, Rwimbogo                                        | 50,03        |         | 20.196  | 37.538  |
| Sektor   | Nzige      | Akanzu, Kigarama, Murama, Rugarama                                                | 40,08        |         | 15.504  | 19.285  |
| Sektor   | Rubona     | Byinza, Kabatasi, Kabuye, Karambi, Mabare, Nawe                                   | 55,64        |         | 24.136  | 29.916  |

## Sport
Im Hauptort Rwamagana hat der Fußballverein Muhazi United FC (ehemals Rwamagana City Football Club) seinen Sitz.

## Wirtschaft
Nach der Volkszählung von 2022 betreiben 65,8 Prozent der Privathaushalte im Distrikt Landwirtschaft. 58,9 Prozent der Haushalte betreiben demnach Ackerbau und 43,5 Prozent Viehzucht. Am wenigsten Haushalte sind in den Sektoren Kigabiro und Muyumbu in der Landwirtschaft tätig, jedoch immer noch in 44,2 bzw. 48,2 %. Am höchsten ist der Anteil dagegen in Munyaga und Musha mit 82,5 bzw. 80,5 %. Zu den von den Privathaushalten angebauten Kulturpflanzen zählen vor allem Bohnen, Früchte, Mais, Maniok, Sorghum, Bananen und Süßkartoffeln.
Am 1. April 2025 wurde im Sektor Mwulire die erste Fabrik Ruandas zur Herstellung von Einweg-Injektionsspritzen eröffnet. Die von der Weltgesundheitsorganisation vorab qualifizierte Fabrik produziert bis zu 1 Millionen Spritzen täglich, die unter anderem für diverse Impfkampagnen von UNICEF in Afrika genutzt werden.

## Verkehr
Durch den Distrikt und die Stadt Rwamagana verläuft etwa in Ost-West-Richtung die asphaltierte Nationalstraße 4. Zwei District Roads führen durch den Süden bzw. Nordwesten des Distrikts. Diese sind Stand 2022 nicht asphaltiert.